# 安達奈緒子
安達奈緒子（日語：あだち なおこ），日本知名女編劇，代表作有《多金社長小資女》、《透明的搖籃》、《昨日的美食》。

## 編劇作品

### 電視劇
- 教我愛的一切（2011年1月-3月、富士電視台）
- 多金社長小資女（2012年7月-9月、富士電視台）
- Oh,My Dad!!（2013年7月-9月、富士電視台）
- 失戀巧克力（2014年1月-3月、富士電視台）
- She（2015年4月-5月、富士電視台）
- 內衣白領風雲（2015年9月、Netflix）
- 宮崎的兩人（2016年10月19日、NHK BS Premium）
- 獻給你的勳章（2017年1月3日、富士電視台）
- 大貧乏（2017年1月-3月、富士電視台）
- 空中急診英雄第三季（2017年7月-9月、富士電視台）
- 透明的搖籃（2018年7月-9月、NHK）
- 昨日的美食 (2019年4月-6月、東京電視台)
- 詐欺刑警（2019年8月-9月、NHK）
- G弦上的你和我（2019年10月-12月、TBS)
- 歡迎回來百音（2021年10月、NHK）
- 如果能說100萬次就好了（2023年1月-3月、TBS)

### 電影
- 白晝的流星（2017年）
- 劇場版空中急診英雄（2018年）
- 劇場版昨日的美食 (2021年）

## 獎項
- 富士電視台年輕人劇本大獎2003大賞（僕らの未來に子供たちはイエスと言うか）
- 第13回CONFiDENCE日劇大獎最佳劇本獎（透明的搖籃）
- 第101回日劇學院賞最佳劇本獎（昨日的美食）
- 東京國際戲劇節2019最佳劇本獎（透明的搖籃）、（昨日的美食）